# Ґулабад (Андижанська область)
Ґулабад (до 1994 року — Кизилдехкан і Комуна; в 1994—2013 роках — Намуна; узб. Гулобод, Gulobod) — міське селище в Узбекистані, в Андижанському районі Андижанської області.
Населення 7664 мешканців (2016). Статус міського селища з 2009 року.